# Тихомир Несторовић
Тихомир Несторовић је новинар и књижевник. Рођен је у Зеници 1949, а у Семберију у очев родни крај дошао је 1952. године у село Бродац. Поријеклом је из старе равничарске породице чији су се преци доселили из Херцеговине на размеђи 18. и 19. вијека.  
Већину свог живота живиo je и радиo у Зворнику. Oд 1974. као новинар-сарадник у листу "Глас са  Дрине". Од 1976. године постаје професионални новинар у Радио-Зворнику.  Био је новинар Радио-Сарајева, Новинске агенције СРНА, а по повратку у семберски завичај један је од уредника РТВ БН у Бијељини. Објавио је око три хиљаде новинаских, радијских и телевизијских репортажа, те неколико десетина хиљада осталих врста новинарског изражавања - од вијести до коментара.  
Несторовић пише романе, приповијетке и путописе у свом селу Бродац.

## Дела
Књиге прозе: "Беле лађе Теше Бећарине", "Јецај душе танкоћутне", "Између двије ријеке", "Земља виловита", "Приче завичајне", "Прољећа редова Јосифа", "Душевни људи", "С краја на крај Мачве", "Дукати Паје Злојутра", "Ходољубље"
Написао је и четири монографије о својим Семберцима - "Седамдесет кодина ФК Јединство" из Броца, "Пола вијека ПД Семберија", "ФК Младост Велика Обарска" и "Јубилеј ТВ емисије Знање-имање у Црњелову" и Монографија "Опчињени просвјетом" посвећеној Петнаестој генерацији (1964-1968.) некадашње Учитељске школе у Бијељини, поводом обиљежавања педесетогодишњице матуре ове генерације.
Романи: "Миона Брочанска", "Двије додоле", Јана', "Теодор", "Илинчићи" Јабланови Снене Звијезде" и "Пансион Госпође Хаџивуковић".
Добитник је књижевне награде „Јанко Веселиновић”.
те "Златне значке" Културно-просветне заједнице Србије.